# Peneu

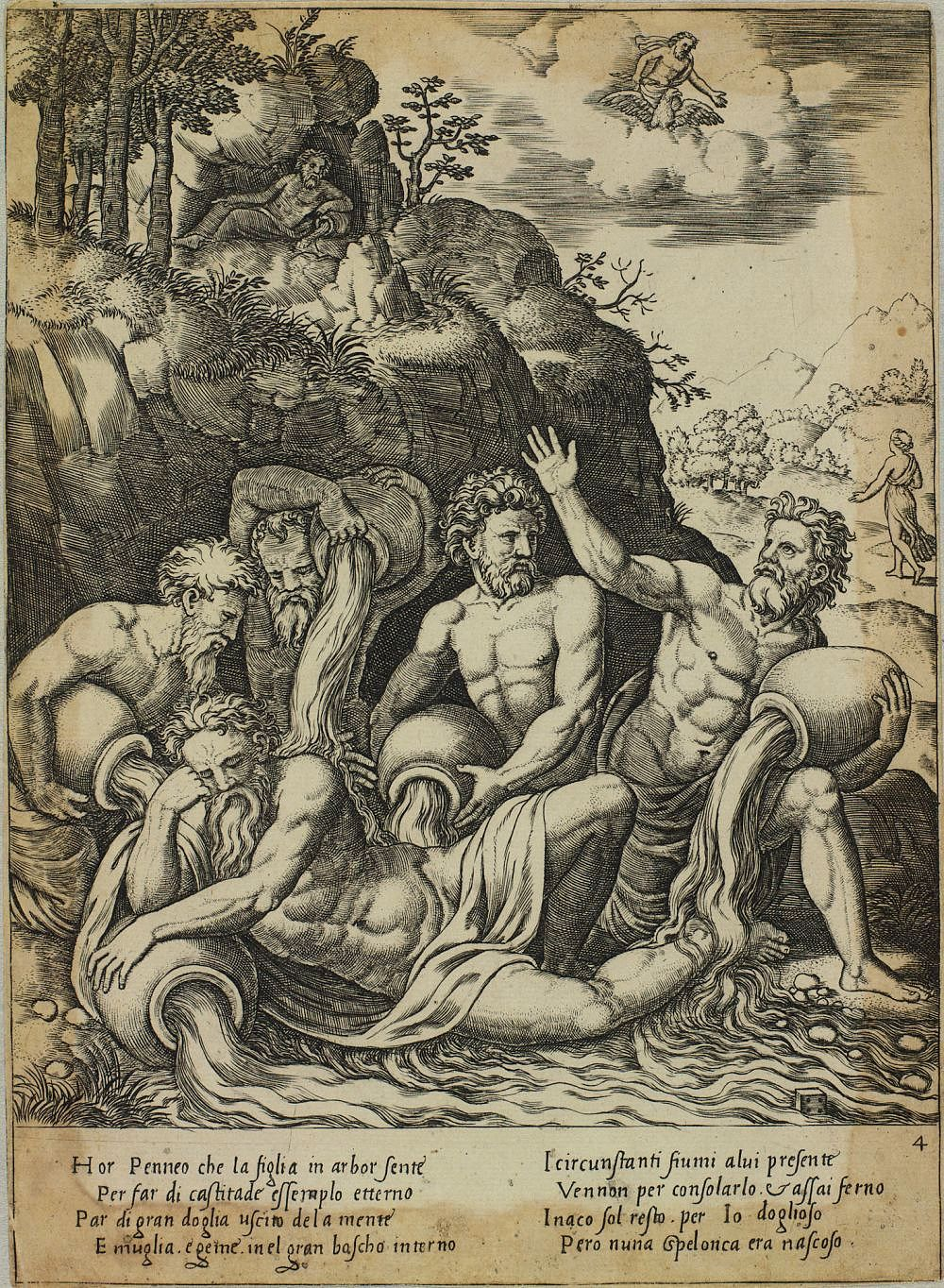
Peneu consolat per altres déus-rius per la pèrdua de la seva filla Dafne

Segons la mitologia grega, Peneu (en grec antic: Πηνειός, 'Peneios'), era un déu fluvial, fill d'Oceà i de Tetis. És l'avantpassat del poble dels Làpites.
Casat amb Creüsa (o amb Fílira), va tenir tres fills, Andreos, Estilbe i Hipseu. Se li atribueix també Ifis, que es va unir a Èol i va ser mare de Salmoneu i de Menipe, la dona de Pelasg. Més famoses són les seves dues altres filles que se li atribueixen en tradicions tardanes, Dafne, i Cirene, la mare d'Aristeu.
Hi ha un riu Peneu a Tessàlia, i un altre del mateix nom al Peloponès.